# PAC Omonia 29M
PAC Omonia 29M (nowogr. Αθλητικό Λαϊκό Σωματείο Ομόνοια 29ης Μαΐου; w skrócie ΑΛΣ Ομόνοια 29Μ) – cypryjski klub piłkarski mający swoją siedzibę w Nikozji. Występuje w Protathlima B’ Kategorias.

## Historia
PAC Omonia 29M został założony 29 maja 2018. Powstał on po tym gdy klub Omonia Nikozja został sprzedany w całości prywatnemu właścicielowi Stawrosowi Papastawru. Było to pokłosie protestu kibiców (szczególnie ultrasów Omonii – grupy Gate 9), którzy sprzeciwiali się prywatyzacji klubu mającego od tego momentu być nastawionym na osiąganie zysków finansowych (organizacja for-profit). By chronić ideały przyświecające Omonii od 1948, kibice podjęli decyzje o założeniu nowego klubu pod nazwą PAC Omonia 1948 będącego organizacją non-profit. Grę zaczęli od najniższego (piątego) poziomu rozgrywkowego – Aurotika Protathlima. Zajęli wtedy pierwsze miejsce i awansowali do Protathlima D’ Kategorias. W sezonie 2019/2020 wygrali te rozgrywki awansując do Protathlima G’ Kategorias. W 2020 roku klub zmienił nazwę na PAC Omonia 29M z powodów licencyjnych. W sezonie 2020/2021 zajęli pierwsze miejsce i wywalczyli awans do Protathlima B’ Kategorias. W sezonie 2023/2024 zajęli drugie miejsce w grupie mistrzowskiej Protathlima B’ Kategorias, co dało klubowi pierwszy historyczny awans do Protathlima A’ Kategorias.

## Występy ligowe
| Sezon   | Liga                      | Pozycja | Punkty | Bramki | Uwagi |
| ------- | ------------------------- | ------- | ------ | ------ | ----- |
| 2018/19 | Aurotika Protathlima      | 1       | ?      | ?      | awans |
| 2019/20 | Protathlima D’ Kategorias | 1       | 56     | 61:9   | awans |
| 2020/21 | Protathlima G’ Kategorias | 1       | 68     | 54:25  | awans |
| 2021/22 | Protathlima B’ Kategorias | 10      | 36     | 31:33  |       |
| 2022/23 | Protathlima B’ Kategorias | 4       | 50     | 32:23  |       |
| 2023/24 | Protathlima B’ Kategorias | 2       | 58     | 46:21  | awans |
| 2024/25 | Protathlima A’ Kategorias | –       | –      | –      |       |

Źródło:RSSSF
| Oznaczenie kolorami |
| ------------------- |
| I poziom ligowy     |
| II poziom ligowy    |
| III poziom ligowy   |
| IV poziom ligowy    |
| V poziom ligowy     |

## Stadion
PAC Omonia 29M w sezonie 2024/2025 będzie rozgrywać swoje mecze na Stadionie Katokopia.

## Skład
Stan na 6 sierpnia 2024
| Nr | Poz. | Piłkarz                       |
| -- | ---- | ----------------------------- |
| 1  | BR   | Jeorjos Strezos               |
| 3  | OB   | Pantelis Konomis              |
| 5  | PO   | Adamos Andru                  |
| 7  | NA   | Lefteris Alampritis           |
| 8  | PO   | Antonis Kumis                 |
| 10 | NA   | Fabinho                       |
| 11 | PO   | Andreas Artemiu               |
| 14 | OB   | Christos Gawrilidis (kapitan) |
| 16 | PO   | Konstandinos Patichis         |
| 17 | BR   | Antonis Mawrantonis           |
| 19 | NA   | Jasonas Pikis                 |
| 70 | OB   | Timoteos Pawlu                |
|    | BR   | Aris Taki                     |

| Nr | Poz. | Piłkarz           |
| -- | ---- | ----------------- |
|    | OB   | Sylvain Deslandes |
|    | OB   | Sotiris Fiakas    |
|    | OB   | Michalis Parlatas |
|    | OB   | Paris Psaltis     |
|    | OB   | Christos Wheeler  |
|    | PO   | Cătălin Carp      |
|    | PO   | Facundo García    |
|    | PO   | Kiriakos Sotiriu  |
|    | NA   | Rashaan Fernandes |
|    | NA   | Alberto Fernández |
|    | NA   | Nikola Trujić     |
|    | NA   | Angelos Zefki     |

## Sukcesy
- Aurotika Protathlima (1x): 2018/2019
- Protathlima D’ Kategorias (1x): 2019/2020
- Protathlima G’ Kategorias (1x): 2020/2021